# علم ولاية جورجيا
العلم الحالي لولاية جورجيا الأمريكية اعتمد في 8 مايو، 2003 وهو مكون من ثلاثة أشرطة باللونين الأحمر الأبيض بالإضافة إلى مربع يحتوي شعار الولاية وشعار بالله نؤمن و12 نجمة تمثل جورجيا و12 دولة أخرى قبل تأسيس الولايات المتحدة الأمريكية.

## عهد علم جورجيا
| علم ولاية جورجيا | أتعهد بالولاء لعلم جورجيا وإلى المبادئ التي يمثلها: الحكمة والعدالة والاعتدال. | علم ولاية جورجيا |